# 広島ユースホステル
広島ユースホステル（ひろしまユースホステル）は日本ユースホステル協会に加盟していた広島県のユースホステル。広島市の北部、牛田にある標高約250mの丘陵神田山にあり、「ユースホステル神田山」「神田山ユースホステル」とも呼ばれた。広島市の平和学習の拠点としても機能していたが、2012年に休館となり、2013年3月29日に廃止された。

## 歴史

### 前史

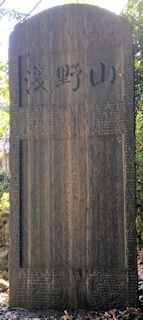
ユースホステル入口に建てられた「淺野山」の碑。「昭和三十五年 この地にユースホステルを建設し」の記載がある。

ユースホステルがあった牛田新町の一帯は、もともと広島藩主を務めた浅野家の私有地であった。1943年に浅野家第14代当主の浅野長武が青少年育成のために土地を市に寄付したが、戦時中のため活用はされなかった。ユースホステルや小・中・高等学校などが整備された後、一帯は「浅野山」と名付けられ、記念碑が建てられている。

### 開館
戦後、1958年から青少年の健全旅行推進のため、各地で公営のユースホステルが建設された。広島では何箇所か候補地が挙がったものの、市街地の眺望がよいことから浅野家の元所有地が選ばれた。市は「一帯をユース・センターにし、将来は中学校も建てる」と構想を説明した。この土地は市有地であったが、地内で耕作する地元民がいたため、市は補償金を出して離作させた。
建設は熊谷組が請け負い、工事が進められた。建物は収容人員54人、1階が女子、2階が男子の宿泊室となっている構造で、総工費1780万円を投じて建設された。浜井信三広島市長の呼びかけで広島県ユースホステル協会も作られ、1960年2月27日に発足すると100人が申し込んだ。
1960年5月28日に開所式が行われた。式では浜井が「ここに集う若い人たちの間から平和を築き上げる力が盛り上がることを期待したい」と述べた。開所日には来日した訪日マラヤ青年団12人が招かれて宿泊した。6月1日から一般の利用が始まったが、開所時点で6月分は既に満員となっている日もある盛況であった。市はこの年「広島ユース・ホステル条例」を定め、市観光課が管轄した。
1961年3月には西ドイツの国際ユースホステル協会の副会長が訪問、広島ユースホステルに1000マルクを贈った。寄付金で周辺に「ドイツの森」を作ることになり、1962年11月5日に植樹祭が開かれた。この日は駐日ドイツ大使が広島ユースホステルを訪問、大使も1000マルクを寄付するとともに、ホステルの西側斜面に自らドイツモミを植樹した。1963年には国際ユースホステル協会の幹部が再度来日し、森の成長を確認した。

### 拡充
1963年には東京オリンピックによる海外からの利用客増を見込んで別館「山の家」が建てられた。1964年に市はユースホステルにプールを建設する計画を打ち出した。市は失業対策事業として昭和35年（1960年）度から小中学校へのプール建設を進めており、その最終段階としてユースホステルもプールを建設しようというものであった。小学校にもプールがないところがあるのに、ユースホステルにプールを作って誰が利用するのか、と反対する意見も出たが、プール建設は当初からユースホステルの計画に含まれており、山の家と合わせて建設を検討したのでこの時期になった、と浜井は反論した。プールが開設されると、ユースホステル利用者以外にも時間を定めて開放され、小中学生で賑わった。
1970年5月31日には10周年記念式が行われた。このころが最盛期で、1972年度には2万5600人が利用した。1976年から運営は日本ユース・ホステル協会に委託された。

### 外国人利用者の増加
開所当初から外国人の利用は多かったが、1990年代からは外国人利用者が増え、1991年度は利用者は外国人が半分以上を占めた。この比率は西日本で最も高く、その後も外国人利用者は徐々に増加、来館者の国籍は50箇国を超えるまでになった。1994年の広島アジア大会を機に、地元のボランティアグループが訪れ、外国人利用者に英語で話しかけて交流を持つようになった。2003年には国際ユースホステル連盟が選定する「平和学習センター」に選ばれ、一定期間ボランティアが宿泊客に広島の平和運動を解説する活動を行った。2005年10月からは「平和と国際交流の夕べ」として被爆者が外国人宿泊者に体験を語る交流会が毎月開かれるようになった。ユースホステル自体が低調な中、8月の「広島原爆の日」前後は満員状態になるようになった。

### 指定管理者制度の導入
2006年、広島市は指定管理者制度を導入し、それまで市からの委託の形で広島ユースホステルを運営していた日本ユース・ホステル協会が指定管理者となった。指定管理者の公募には2つの団体が応募していたが、夕食時間を拡大する、という提案が評価され日本ユース・ホステル協会が選定された。
しかし指定以降、協会はコスト削減のため希望者が9人以下の場合は食事提供を断っていたことがわかり、基本協定違反として市は協会に指導を行った。また指定管理者制度の導入に伴い経費節減が必要として、2006年12月に協会は食堂業務担当の職員に雇用契約を更新しない方針を通告し、この職員が地位保全の仮処分を申請した。2008年1月に広島高裁は「経費削減を厳密に行えば雇用は維持できる」として、職員の地位を認める決定をした。この件の審議過程で、協会は独自会計の食堂会計ではなく、市が委託料を支払う管理会計をこの職員への給与に充てていたことがわかり、市が協会に流用分の返還を求める事態となった。協会は人件費の返還を約束したものの、市議会ではこのまま協会を指定管理者としておいてよいのか、という指摘も出た。日本ユース・ホステル協会の管理は続いたものの、2010年4月からは下関市の特定非営利活動法人青少年共育活動協会が行うことになった。

### 廃止

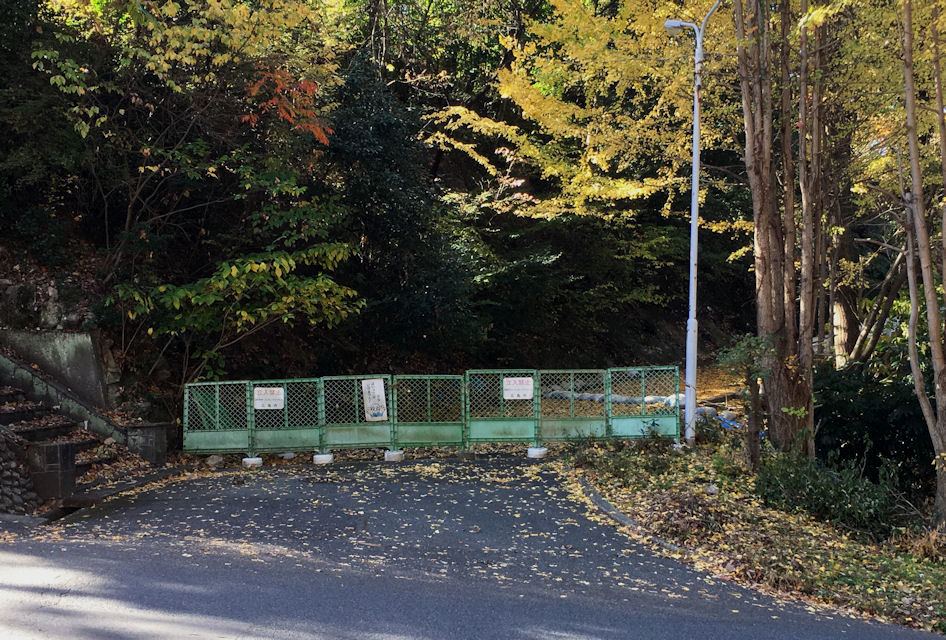
広島ユースホステルの入口となっていた道路（2019年）

2011年に東日本大震災が発生すると被災者の受け入れを行った。しかし震災を機に外国人利用者は激減、2012年1月に青少年共育活動協会が指定管理者辞退を申し出て、4月から休館した。元職員や地元住民は「存続推進の会」を結成して署名を集め、存続を求める要望書と署名を6月に市に提出し、市議会にも再開請願書を提出した。市は建て替えや改修での再開を検討したが、建て替えには5億円、改修には4億円の費用がかかることを判明し、利用客の増加も見込めないことから、2013年に廃止の方針を打ち出した。結局運営を再開しないまま、4月1日で廃止された。
広島市は「広島ピースホステルネットワーク」を発足させ、それまで広島ユースホステルが果たしてきた平和学習の場としての機能を、民間のユースホステルやゲストハウスの協力で実現することにした。ネットワークには2017年時点で市内8軒の宿泊施設が加盟している。

## 設備
- 宿泊室 19室
  - 2人用 4室
  - 4人用 1室
  - 6人用 11室
  - 8人用 2室
  - 10人用 1室
- 室内プール 20m×10m
- 駐車場 約50台
- 集会室
- 食堂
- 浴室

「広島ユース・ホステル利用案内」『広島ユース・ホステル30年の歩み』44ページによる。

## 利用実績
| 年度 | 利用者数（人） | 利用者数（人） | 利用者数（人） | 利用率 (%) |
| 年度 | 日本人         | 外国人         | 計             | 利用率 (%) |
| ---- | -------------- | -------------- | -------------- | ---------- |
| 1960 | 4599           | 190            | 4789           | 31.4       |
| 1961 | 7668           | 590            | 8258           | 41.9       |
| 1962 | 9011           | 461            | 9472           | 48.0       |
| 1963 | 10373          | 356            | 10729          | 57.1       |
| 1964 | 11919          | 805            | 12724          | 47.2       |
| 1965 | 15605          | 930            | 16535          | 45.3       |
| 1966 | 17076          | 984            | 18060          | 47.6       |
| 1967 | 19365          | 1313           | 20678          | 54.3       |
| 1968 | 19322          | 1780           | 21102          | 55.6       |
| 1969 | 21227          | 1573           | 22800          | 60.1       |
| 1970 | 18815          | 5268           | 24083          | 63.4       |
| 1971 | 22207          | 2401           | 24608          | 64.8       |
| 1972 | 23058          | 2588           | 25646          | 64.6       |
| 1973 | 17296          | 2118           | 19414          | 51.1       |
| 1974 | 14504          | 1986           | 16490          | 43.4       |
| 1975 | 12813          | 2272           | 14455          | 38.1       |
| 1976 | 12506          | 2137           | 14643          | 38.6       |
| 1977 | 11006          | 1928           | 12934          | 33.9       |
| 1978 | 11202          | 1789           | 12991          | 34.2       |
| 1979 | 12428          | 1760           | 14188          | 37.4       |
| 1980 | 13198          | 2010           | 15208          | 40.0       |
| 1981 | 12495          | 3005           | 15500          | 40.8       |
| 1982 | 11227          | 4077           | 15304          | 40.3       |
| 1983 | 10747          | 4480           | 15227          | 40.0       |
| 1984 | 10204          | 5853           | 16057          | 42.3       |
| 1985 | 9933           | 6125           | 16058          | 42.3       |
| 1986 | 10850          | 5938           | 16788          | 44.2       |
| 1987 | 10814          | 5500           | 16314          | 42.9       |
| 1988 | 9830           | 5396           | 15226          | 40.1       |
| 1989 | 8192           | 5965           | 14157          | 37.3       |
| 1990 | 6986           | 7340           | 14326          |            |
| 2005 | 8218           | 5332           | 13550          | 35.7       |
| 2006 | 8638           | 4480           | 13118          | 34.6       |
| 2007 | 8050           | 5577           | 13627          | 35.9       |
| 2008 | 8592           | 6177           | 14769          | 38.8       |
| 2009 | 7557           | 5201           | 12758          | 33.6       |
| 2010 | 8075           | 3274           | 11349          | 29.9       |
| 2011 | 8260           | 1051           | 9311           | 24.5       |
| 2012 | 1803           | 161            | 1964           | 20.8       |

1989年までは「広島ユース・ホステル年度別利用実績一覧表（昭和35年度〜平成元年度）」『広島ユース・ホステル30年の歩み』27-28ページによる。以降は『広島市観光概況』広島市都市活性化局観光交流部による。

## アクセス
広島高速交通広島新交通1号線（アストラムライン）牛田駅下車。
- 運営がなされていた当時山陽本線・アストラムライン新白島駅は未開業。このため、広島駅から向かう場合は高陽団地方面行きバス（牛田新町1丁目下車）に乗車するか、バス・路面電車で紙屋町・本通方面へ一旦出てアストラムラインへ乗り継ぐ必要があった。